# Murailles d'Orbetello
Les Murailles d'Orbetello (en italien, Mura di Orbetello) constituent le système défensif de la ville lagunaire d'Orbetello en Toscane.

## Histoire

### Murs cyclopéens
Les murs cyclopéens d' Orbetello ont été érigés par les Étrusques, presque certainement au Ve siècle av. J.-C. Une partie de ce mur très ancien est visible sous forme de blocs polygonaux en bon état de conservation le long de la voie Mura di Levante, même si la balustrade visible a été ajoutée dans les premières décennies du XXe siècle.

### Remparts médiévaux
Les remparts médiévaux d'Orbetello ont été érigés au XIIe siècle sur une partie des murs préexistants de l'époque étrusque, afin de rendre le lieu plus fortifié par crainte d'éventuelles attaques sarrasines.
Cette enceinte a été réaménagée par les Siennois entre la seconde moitié du XVe et la première moitié du XVIe siècle, grâce à des travaux de renforcement et de restauration.

### Remparts espagnols
Les murs espagnols ont été construits à la demande des souverains espagnols à partir de 1557, sur les murs préexistants qui avaient été partiellement détruits à la suite de batailles sanglantes qui ont marqué le passage d'Orbetello à l'État des Présides. Les travaux ne furent achevés qu'en 1620.
Ces remparts ont une forme elliptique, d'aspect fortifié de la fin de la Renaissance, ouvertes sur la rive lagunaire qui regarde vers le promontoire de l'Argentario.
Les courtines ont des pans bastionnés à base inclinée ; dans certains endroits, ils ont un revêtement en pierre, tandis que dans d'autres, ils sont enduits.
L'enceinte espagnole, dotée de douves jusqu'au début du XXe siècle, comprend sur la rive orientale l'ensemble monumental de la Porta Nuova qui comprend à son tour à portes d'accès au centre historique : la Porta del Soccorso, la Porta Medina et la Porta a Terra.
La Porta Nuova a trois entrées à double arc en plein cintre et est enrichie de décorations de style Renaissance tardive et Baroque. Des trois portes, la Porta del Soccorso est plutôt simple et recouverte de marbre travertin (1620), 'la Porta Medina (du nom du vice-roi de Naples ; 1697) a quatre grandes armoiries sur la façade extérieure (trois au-dessus de l'arc et une dans la partie supérieure), la Porta a Terra (1692) est décorée de trois arcs caractéristiques, de cinq blasons en marbre et de la statue du saint patron Blaise de Sébaste. La courtine espagnole était complétée par trois bastions (Burgos, Médine et Guzman) et trois ravelins, dont l'un est encore bien visible. L'enceinte défensive était protégée par un grand fossé et des glacis de terre.

## Galerie

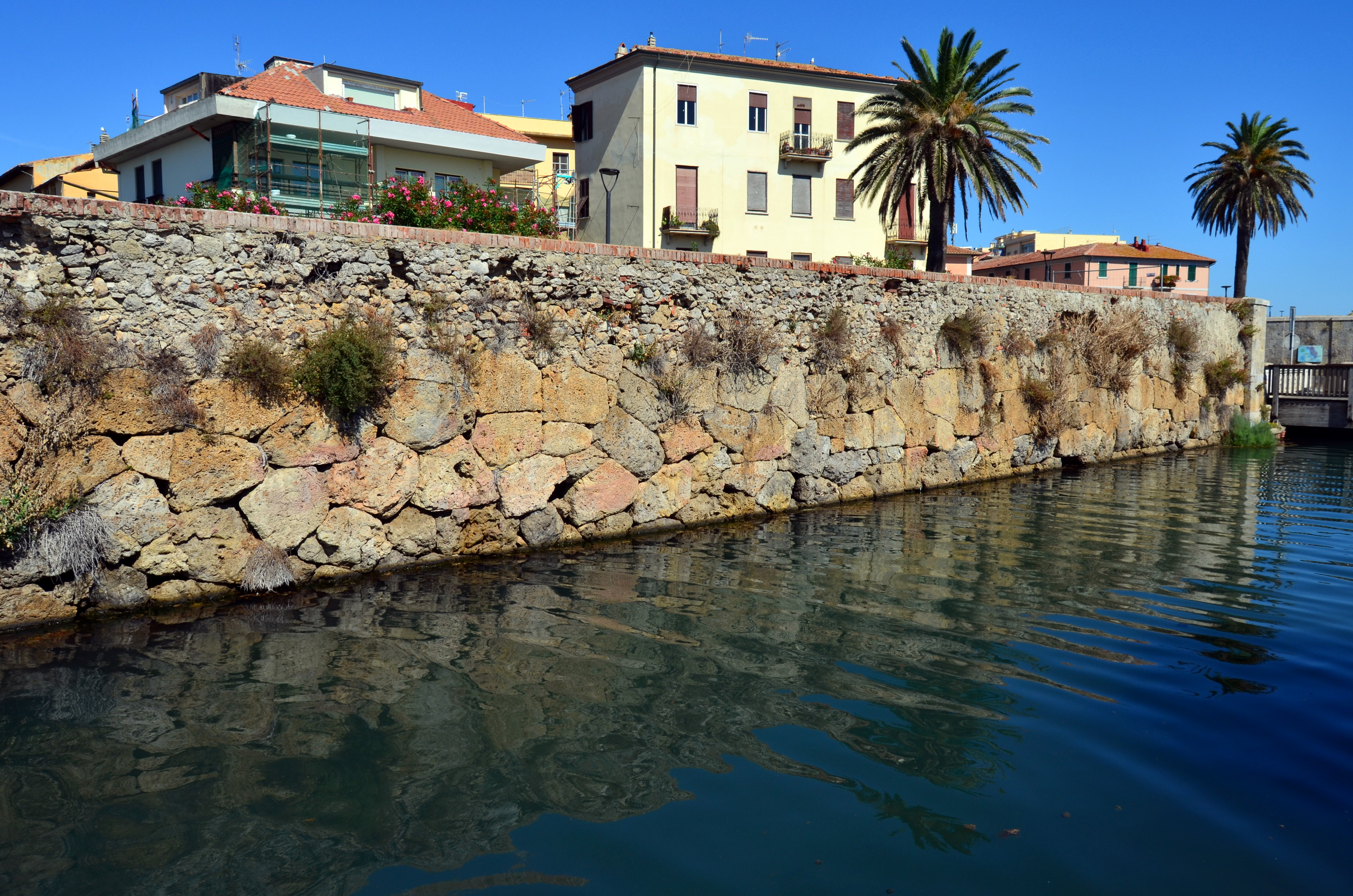
Mur cyclopéen.
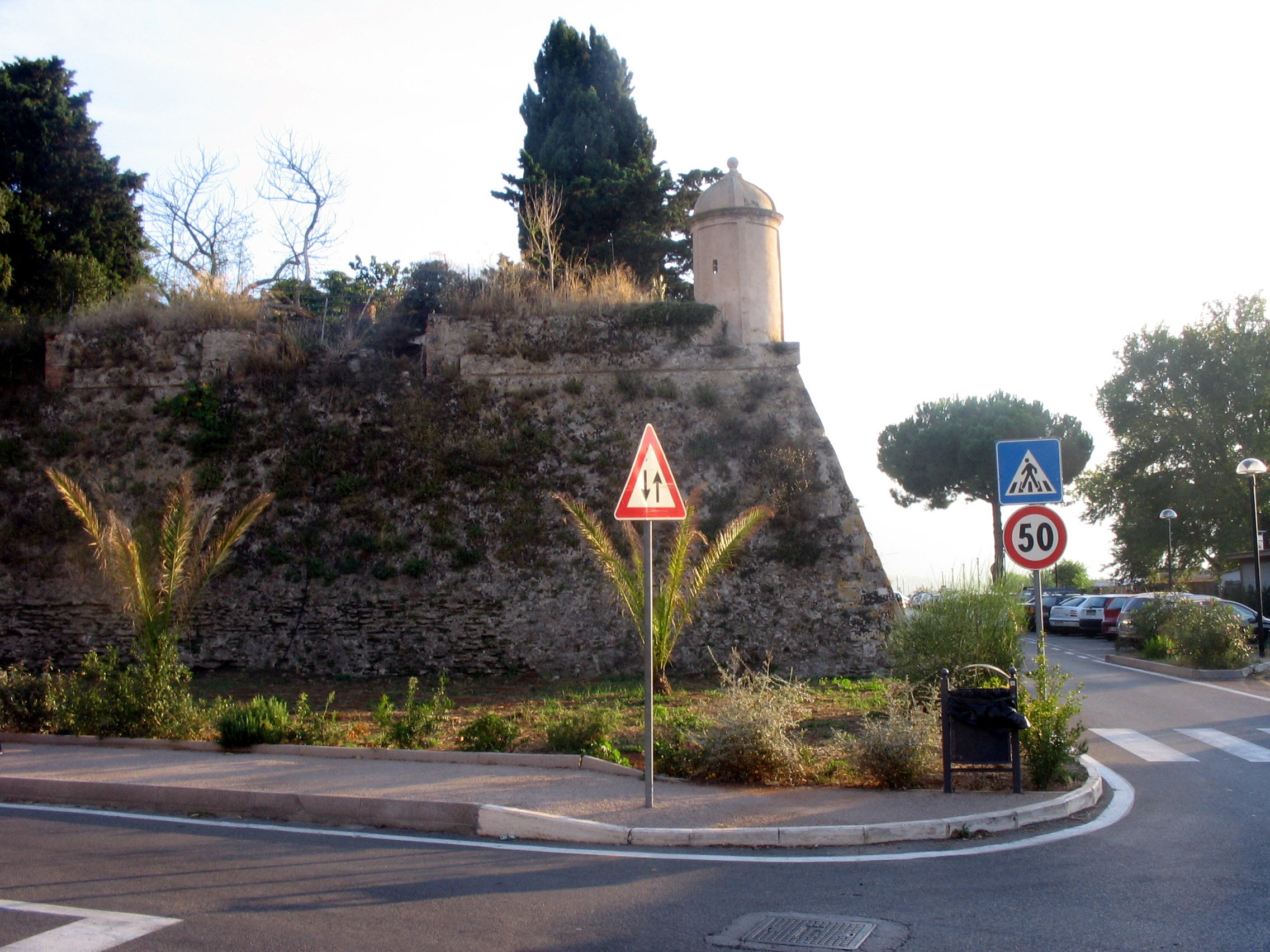
Échauguette.
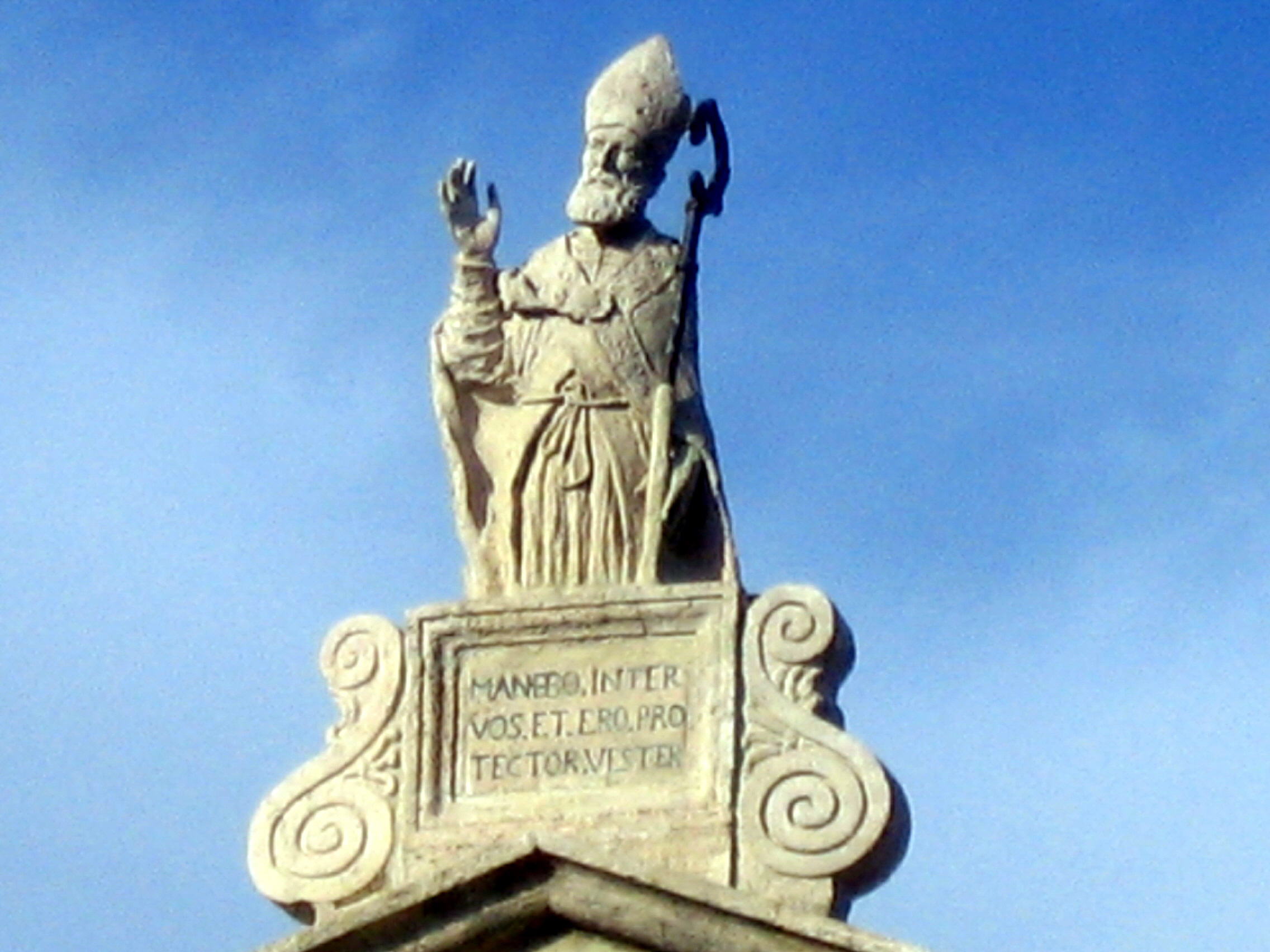
Saint Blaise de Sébaste.